# أيغل ليك (مين)
أيغل ليك (بالإنجليزية: Eagle Lake, Maine)‏ هي معلم جغرافي تقع في الولايات المتحدة في مقاطعة أروستوك (مين). يقدر عدد سكانها بـ 864 نسمة ومساحتها 102.25 كم2 وترتفع عن سطح البحر 292 متر.

## التركيبة السكانية
قام مكتب تعداد الولايات المتحدة بتحديد بيانات التركيبة السكانية لأيغل ليك في تعداد الولايات المتحدة. في ما يلي، التركيبة السكانية حسب تعدادي 2000 و2010.

### تعداد عام 2000
بلغ عدد سكان أيغل ليك 815 نسمة بحسب تعداد عام 2000، وبلغ عدد الأسر 330 أسرة وعدد العائلات 203 عائلة مقيمة في البلدة. في حين سجلت الكثافة السكانية 21.9 نسمة لكل ميل مربع (8.5/كم2). وبلغ عدد الوحدات السكنية 599 وحدة بمتوسط كثافة قدره 16.1 نسمة لكل ميل مربع (6.2/كم2).
وتوزع التركيب العرقي للبلدة بنسبة 98.65% من البيض و 0.12% من الأمريكيين الأصليين و 0.74% من الأمريكيين ذوي الأصول الآسيوية و 0.49% من عرقين مختلطين أو أكثر.
بلغ عدد الأسر 330 أسرة كانت نسبة 25.8% منها لديها أطفال تحت سن الثامنة عشر تعيش معهم، وبلغت نسبة الأزواج القاطنين مع بعضهم البعض 46.7% من أصل المجموع الكلي للأسر، ونسبة 10.3% من الأسر كان لديها معيلات من الإناث دون وجود شريك، وكانت نسبة 38.2% من غير العائلات. تألفت نسبة 32.4% من أصل جميع الأسر من أفراد ونسبة 17.6% كانوا يعيش معهم شخص وحيد يبلغ من العمر 65 عاماً فما فوق. وبلغ متوسط حجم الأسرة المعيشية 2.77، أما متوسط حجم العائلات فبلغ 2.21.
بلغ العمر الوسطي للسكان 45 عاماً. وكانت نسبة 17.5% من القاطنين تحت سن الثامنة عشر، وكانت نسبة 7.9% بين الثامنة عشر والأربعة وعشرون عاماً، ونسبة 24.5% كانت واقعةً في الفئة العمرية ما بين الخامسة والعشرون حتى والأربعة وأربعون عاماً، ونسبة 28.0% كانت ما بين الخامسة والأربعون حتى الرابعة والستون، ونسبة 22.1% كانت ضمن فئة الخامسة والستون عاماً فما فوق. يوجد لكل 100 أنثى 94.5 ذكر، ويوجد لكل 100 أنثى في الثامنة عشر من عمرها فما فوق 90.4 ذكر.
بلغ متوسط دخل الأسرة في البلدة 22,159 دولار، أما متوسط دخل العائلة فبلغ 34,375 دولار. وكان متوسط دخل الذكور 30,956 دولار مقابل 17,917 دولار للإناث. وسجل دخل الفرد الخاص بالبلدة 14,315 دولار. وكانت نسبة 11.4% من العائلات ونسبة 21.9% من السكان تحت خط الفقر، وكان من هؤلاء نسبة 17.4% تحت سن الثامنة عشر ونسبة 40.5% في الخامسة والستين من العمر وما فوق.

### تعداد عام 2010
بلغ عدد سكان أيغل ليك 864 نسمة بحسب تعداد عام 2010، وبلغ عدد الأسر 378 أسرة وعدد العائلات 221 عائلة مقيمة في البلدة. في حين سجلت الكثافة السكانية 23.1 نسمة لكل ميل مربع (8.9/كم2). وبلغ عدد الوحدات السكنية 667 وحدة بمتوسط كثافة قدره 17.9 لكل ميل مربع (6.9/كم2).
وتوزع التركيب العرقي للبلدة بنسبة 97.2% من البيض و 1.3% من الأمريكيين الأصليين و 0.1% من سكان جزر المحيط الهادئ و 1.3% من عرقين مختلطين أو أكثر.
بلغ عدد الأسر 378 أسرة كانت نسبة 20.1% منها لديها أطفال تحت سن الثامنة عشر تعيش معهم، وبلغت نسبة الأزواج القاطنين مع بعضهم البعض 46.0% من أصل المجموع الكلي للأسر، ونسبة 5.6% من الأسر كان لديها معيلات من الإناث دون وجود شريك، بينما كانت نسبة 6.9% من الأسر لديها معيلون من الذكور دون وجود شريكة وكانت نسبة 41.5% من غير العائلات. تألفت نسبة 36.8% من أصل جميع الأسر من أفراد ونسبة 19.5% كانوا يعيش معهم شخص وحيد يبلغ من العمر 65 عاماً فما فوق. وبلغ متوسط حجم الأسرة المعيشية 2.69، أما متوسط حجم العائلات فبلغ 2.08.
بلغ العمر الوسطي للسكان 52.7 عاماً. وكانت نسبة 15.6% من القاطنين تحت سن الثامنة عشر، وكانت نسبة 4.8% بين الثامنة عشر والأربعة وعشرون عاماً، ونسبة 18.2% كانت واقعةً في الفئة العمرية ما بين الخامسة والعشرون حتى والأربعة وأربعون عاماً، ونسبة 32.9% كانت ما بين الخامسة والأربعون حتى الرابعة والستون، ونسبة 28.5% كانت ضمن فئة الخامسة والستون عاماً فما فوق. وتوزع التركيب الجنسي للسكان بنسبة 49.9% ذكور و50.1% إناث.